# Mauritius damlandslag i volleyboll
Mauritius damlandslag i volleyboll  representerar Mauritius i volleyboll på damsidan. Laget organiseras av Mauritius Volleyball Association. De har deltagit i afrikanska mästerskapet vid flera tillfällen samt afrikanska spelen 1987. Laget nådde sina största framgångar under 1980-talet med en tredjeplats vid afrikanska spelen 1987 och en andraplats vid afrikanska mästerskapet 1989.